# Paulina Rubio
Paulina Susana Rubio Dosamantes (Mexico-Stad, 17 juni 1971) is een Mexicaanse actrice en zangeres.

## Biografie
Paulina is de dochter van Enrique Rubio en actrice Susana Dosamantes. In haar kinderjaren ontstaat een duidelijke voorkeur voor muziek van Madonna en Miguel Bosé. Paulina is een van de bekendste Latijns-Amerikaanse artiesten en heeft wereldwijd meer dan 20 miljoen platen verkocht. Sinds april 2007 is ze getrouwd met Nicolas Vallejo Najera. Ze woont tegenwoordig in Florida.

### Carrière
Rubio's carrière wordt gekenmerkt door haar opkomst als kindsterretje in een groep. In grote lijnen is het begin van haar carrière te vergelijken met die van hedendaagse artiesten als Shakira, Nelly Furtado en Ricky Martin.

## Discografie
- La chica dorada (1992)
- 24 kilates (1993)
- El tiempo es oro (1995)
- Planeta Paulina (1996)
- Paulina (2000)
- Border Girl (2002)
- Pau-Latina (2004)
- Ananda (2006)
- Gran City Pop (2009)
- Brava (2011)

## Singles
- Mio (1992)
- Abriendo las puertas al amor (1992)
- Amor de mujer (1992)
- Sabor a miel (1992)
- Nieva, nieva (1993)
- Vuelve junto a mi (1993)
- El ultimo adios (2000)
- Lo hare por ti (2000)
- Sexi dance (2000)
- Tal vez, quiza (2000)
- Y yo sigo aquí (2001)
- Yo no soy esa mujer (2001)
- Don't Say Goodbye (2002)
- Si tu te vas (2002)
- Todo mi amor (2002)
- The One You Love (2002)
- Baila Casanova (2002)
- Te quise tanto (2004)
- Algo tienes (2004)
- Dame otro tequila (2004)
- Alma en libertad (2004)
- Mia (2005)
- Ni una sola palabra (2006)
- Nada puede cambiarme (2006)
- Ayudame (2007)
- Causa y efecto (2009)
- Ni rosas ni juguetes (2009)
- Ni rosas ni juguetes (met Pitbull) (2010)
- Algo de ti (2010)
- Cause and effect (2010)
- Me gustas tanto (2011)
- Boys Will Be Boys (2012)
- Mi Nuevo Vicio  (2015)

## Soaps / films
- Pasión y poder
- Baila conmigo
- Pobre niña rica

- Biblioteca Nacional de España: XX1536702
- Bibliothèque nationale de France: cb14457969k (data)
- Gemeinsame Normdatei: 135287405
- International Standard Name Identifier: 0000 0001 1681 3602
- Library of Congress Control Number: nr97010224
- MusicBrainz: 5938c629-1d06-480b-9780-859b153af11e
- Nationale Bibliotheek van Tsjechië: xx0028672
- Virtual International Authority File: 85476490
- WorldCat: E39PBJhH3FjHXB8V6gVmrdChHC